# Raba Wyżna
Raba Wyżna è un comune rurale polacco del distretto di Nowy Targ, nel voivodato della Piccola Polonia. Ricopre una superficie di 88,28 km² e nel 2007 contava 13 632 abitanti. Il comune è conosciuto a livello internazionale in quanto luogo di nascita del cardinale Stanisław Dziwisz.